# Eresia nigripennis
Eresia nigripennis är en fjärilsart som beskrevs av Osbert Salvin 1869. Eresia nigripennis ingår i släktet Eresia och familjen praktfjärilar. Inga underarter finns listade i Catalogue of Life.